# Espada Negra
Espada Negra es un mundo de fantasía de espada y brujería que incluye un juego de rol, novelas y juegos de mesa.
Las obras que la componen son publicadas con acceso libre bajo licencias Creative Commons, y desarrolladas por los Hermanos Juramentados de la Espada Negra. Se publicó inicialmente en 2015 tras completar una campaña de micromecenazgo.

## Juego de rol
Juego de rol de espada y brujería con sistema propio. Al manual básico se le suman aventuras y otros contenidos accesibles de forma libre.
La versión beta del juego se publicó en 2013. En 2014 se financió mediante un proceso de micromecenazgo, y tras concluirlo, la versión final fue publicada en 2015 con la asesoría editorial de HT Publishers.

## Novelas
Saga de novelas que consta de:
- La Última Luz: centrada en Dormenia, donde la religión única a Soid persigue a los adoradores de los antiguos dioses.[6] Publicada en 2015, en formatos digital y papel con la asesoría editorial de HT Publishers, bajo el mismo proceso de micromecenazgo que el juego de rol.[7][8]
- Estirpe de Khammarr: centrada en los clanes Guneares, un pueblo que se esfuerza por sobrevivir ante la presión de Dormenia.[9] Publicada en formato digital en 2016.[10]
- Hasta 13 novelas compondrán la saga.[11]

## Juegos de mesa
- Edición Dormenia: juego de cartas publicado por la editorial Masquemódulos en 2014.[12]
- Edición Gunear: juego de cartas publicado en 2016 mediante micromecenazgo.[13]